# Müschpark

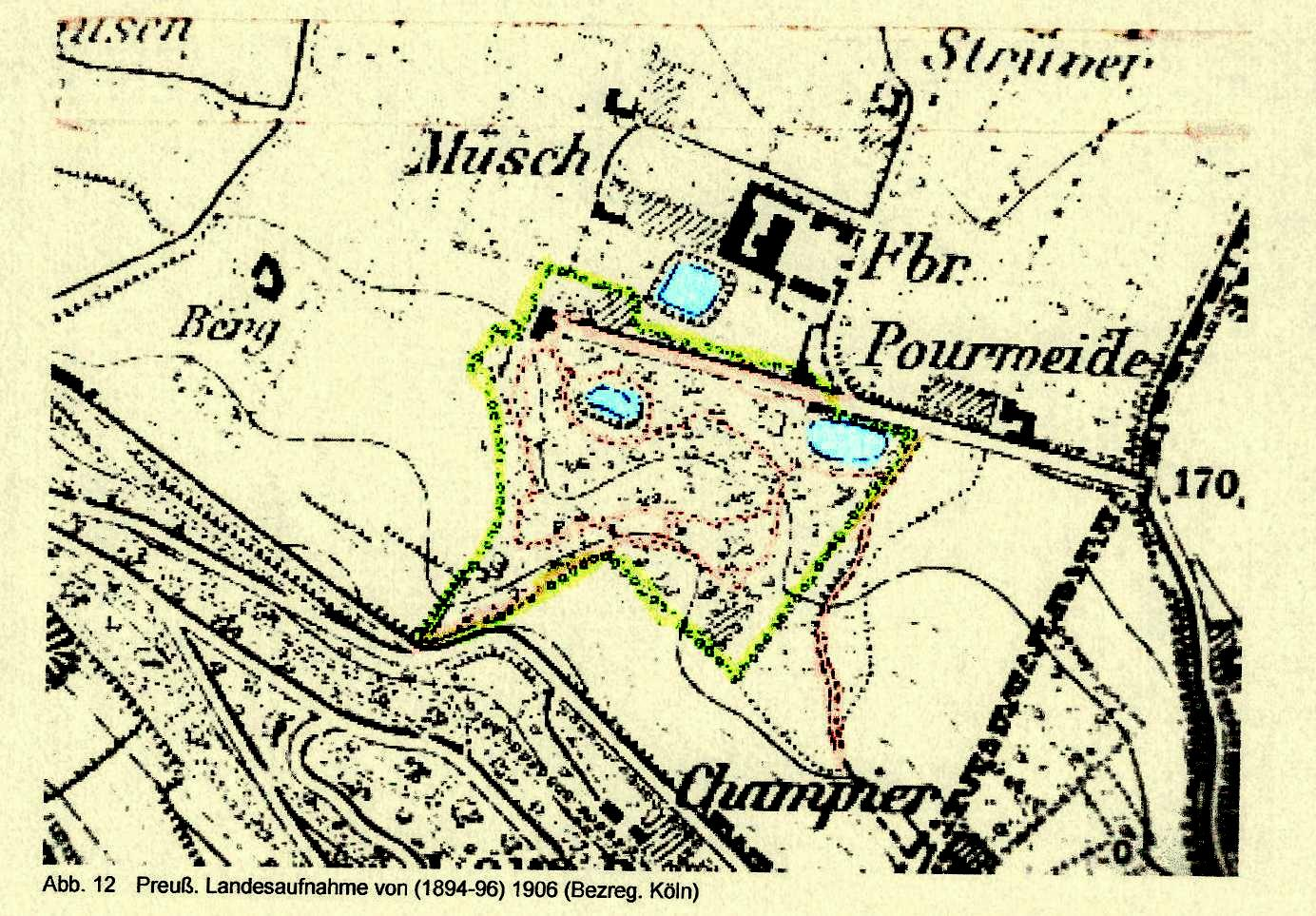
Preußische Landesaufnahme Müschpark (1894–1896)

Der Müschpark ist eine rund 11 ha große Parkanlage, die zwischen 1803 und 1814 im Auftrag des Generalsekretärs der französischen Verwaltung, Wilhelm Körfgen, unmittelbar am nördlichen Fuße des Lousbergs in Aachen als Ferme Ornée angelegt wurde. Der Park hat seinen Namen nach dem im gleichen Areal liegenden Gut Müsch, welches unmittelbar an das heutige Kloster St. Raphael in der Soers angrenzt und im Landschaftsschutzgebiet Aachen liegt. Bis 2005 befand er sich in Privatbesitz und wurde dann von der Stadt Aachen übernommen, die ihn der Bevölkerung als öffentliche Anlage zur Verfügung stellte. Die Zugänge befinden sich am ehemaligen Haupttor an der Ecke Purweider Weg/Strüver Weg und im Bereich der Buchenallee auf dem Lousberg.
Der Müschpark wurde im Jahr 2010 als „für die Geschichte der Gartenkunst im Rheinland von besonderer Bedeutung“ in die Denkmalschutzliste der Stadt Aachen eingetragen. Darüber hinaus wurde er zusammen mit dem Lousberg als schutzwürdiges Biotop im Biotopkataster der Stadt Aachen erfasst.

## Geschichte

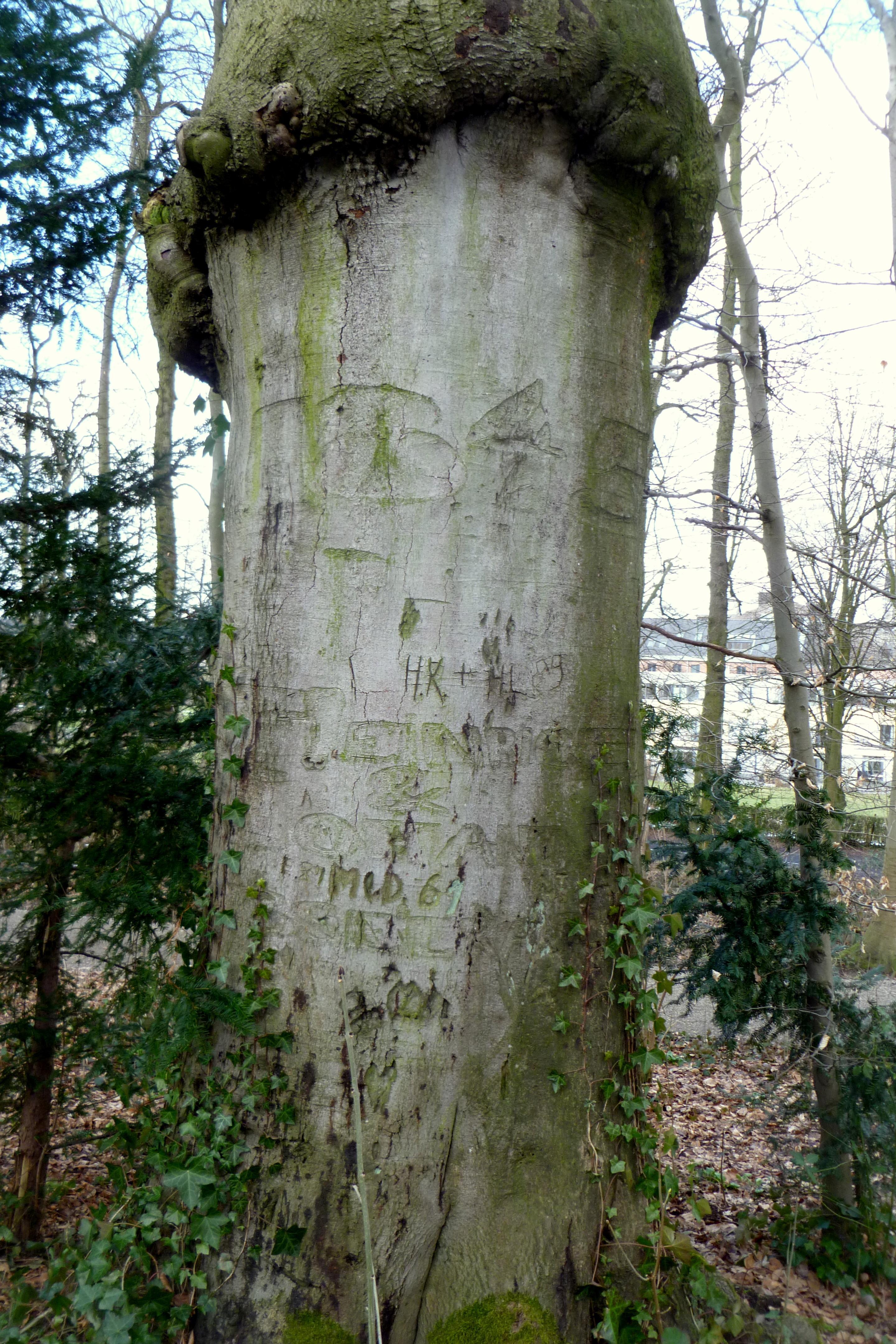
Baumtorso mit der Inschrift der Familie Kesselkaul

Im 17. Jahrhundert existierten in der Soers drei benachbarte Gutshöfe, die Obere, Mittlere und Untere Müsch, die sich in Besitz des Regulierherrenklosters zu Aachen befanden. Die Teichanlagen sowie einige Flurstücksgrenzen gehörten vom Ursprung her schon als erweiterter Nutzgarten zum Gut Obere Müsch. Als Folge der Säkularisation des Klosters übernahm der Generalsekretär der französischen Verwaltung, Wilhelm Körfgen, im Jahr 1803 das Gut Obere Müsch als Sommerresidenz und richtete auf dem Areal der angrenzenden Flächen eine feudale Parklandschaft im Stil eines Englischen Landschaftsgartens mitsamt Nutzgarten, Sommerhaus und Gewächshäusern ein. Nach dem Tod Körfgens im Jahr 1829 erwarb zwei Jahre später die Familie des Tuchfabrikanten Johann Heinrich Kesselkaul das Gut Obere Müsch und den Müschpark, die diese dann 1845 an den Weinhändler Eduard Drouven verkaufte. Heute noch erinnert eine Namensinschrift an die Eheleute Kesselkaul, die anlässlich des Verkaufs in die Rinde einer ehemals stattlichen Buche einritzt wurde, welche heute noch als Baumtorso östlich des Teiches am Gutshaus existiert.
Im Jahr 1864 ging das Anwesen des Eduard Drouven an den Kommerzienrat Eduard van Gülpen, Sohn des Tuchfabrikanten Joseph van Gülpen über, und dieser ließ 1866 den Park unter Beteiligung des Düsseldorfer Hofgärtners Joseph Clemens Weyhe, Sohn des Gartenarchitekten Maximilian Friedrich Weyhe, im Stil der Zeit umgestalten. Im Jahr 1901 wurde der Besitz dann dem Tuchfabrikanten Carl Delius übertragen, bevor er 1914 von Hans van Gülpen, einem Enkel des Eduard van Gülpen, erworben wurde, der den Park um ein westliches Flurstück erweitern und im landschaftlichen Stil ausstatten ließ. Schließlich wurden im Jahr 1929 das Gutshaus und die Parkanlage von dem Orden der Töchter vom heiligen Kreuz übernommen, die auf dem Areal eine Klosteranlage einrichteten und den Park sowohl als Klosterpark als auch zum Zweck des Obstanbaus, der Viehhaltung und als Nutzgarten nutzten.
Im Jahr 1986 wurden Gut Obere Müsch und Müschpark auf das Kolpingwerk und schließlich 2005, nach der Auflösung des Klosters, auf die Stadt Aachen übertragen. Diese machte den Park öffentlich zugängig und stellte ihn drei Jahre später als integrierten Bestandteil des Projektes „Pferdelandpark“ der Regionale 2008 zur Verfügung. Der in diesem Rahmen als Verbindungsweg angelegte fast 30-Km lange „Weiße Weg“ führt vom Lousberg kommend durch den Müschpark weiter über Herzogenrath-Kohlscheid bis nach Kerkrade.

## Gestaltung

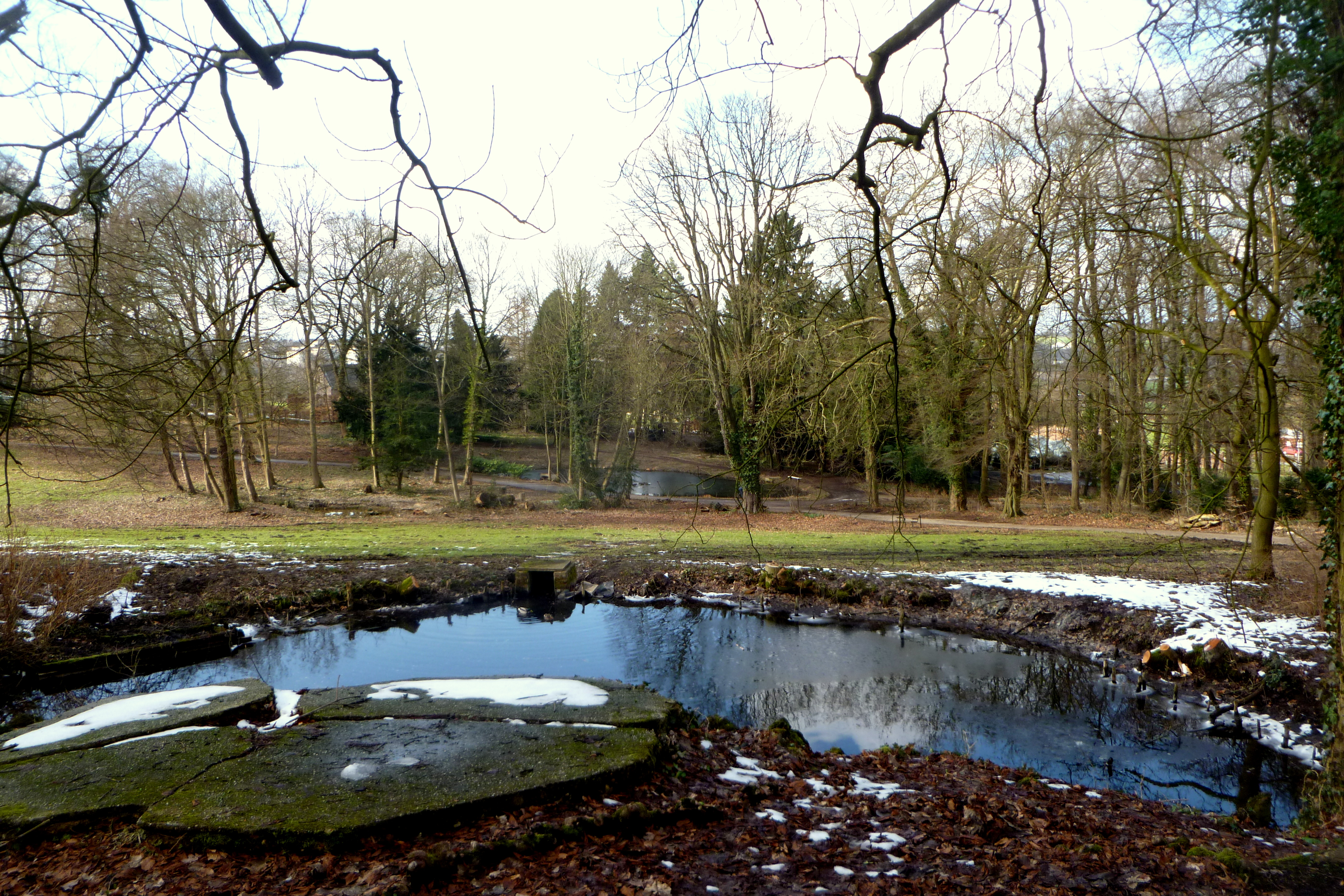
Teiche im Müschpark

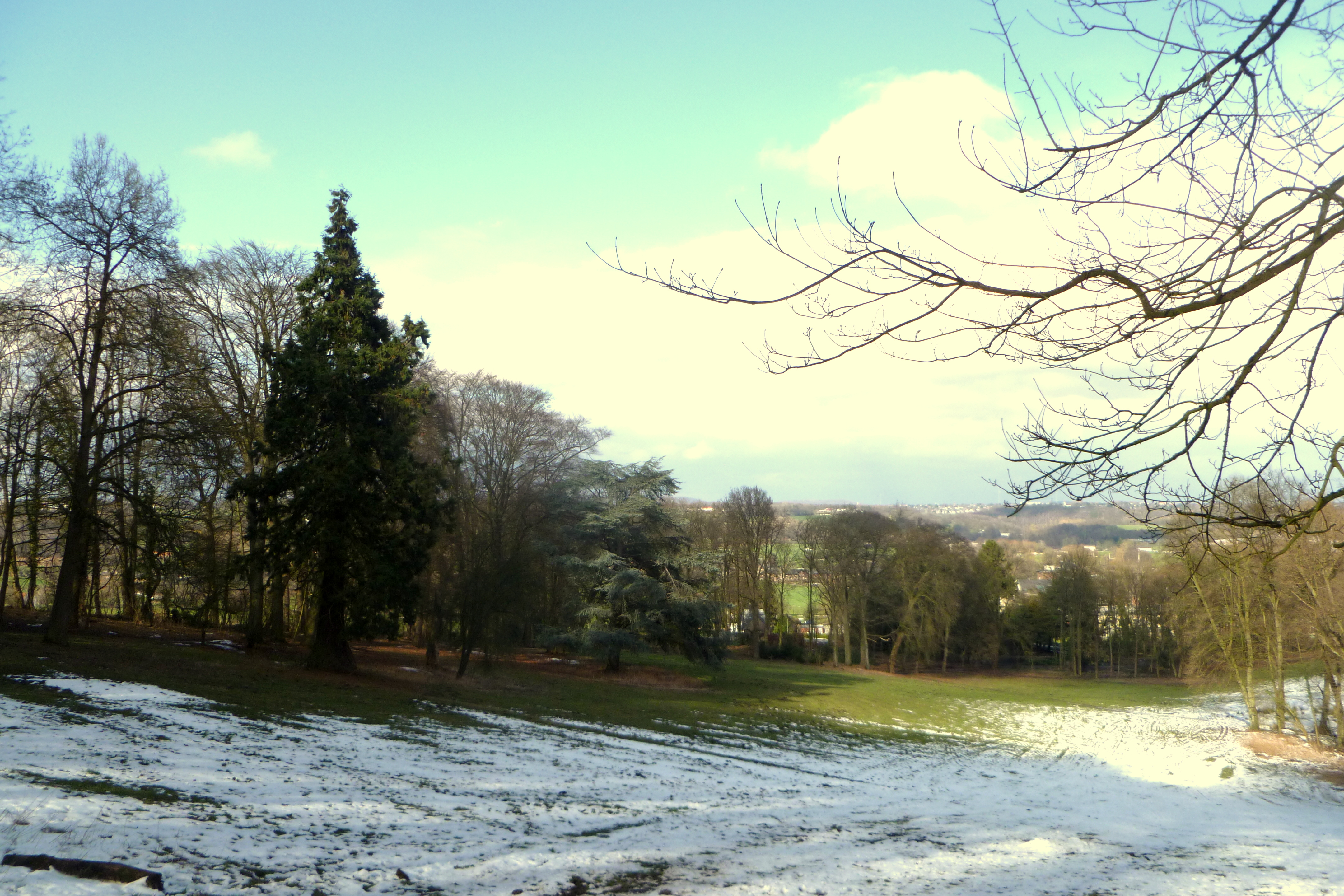
Wiesenhang Müschpark

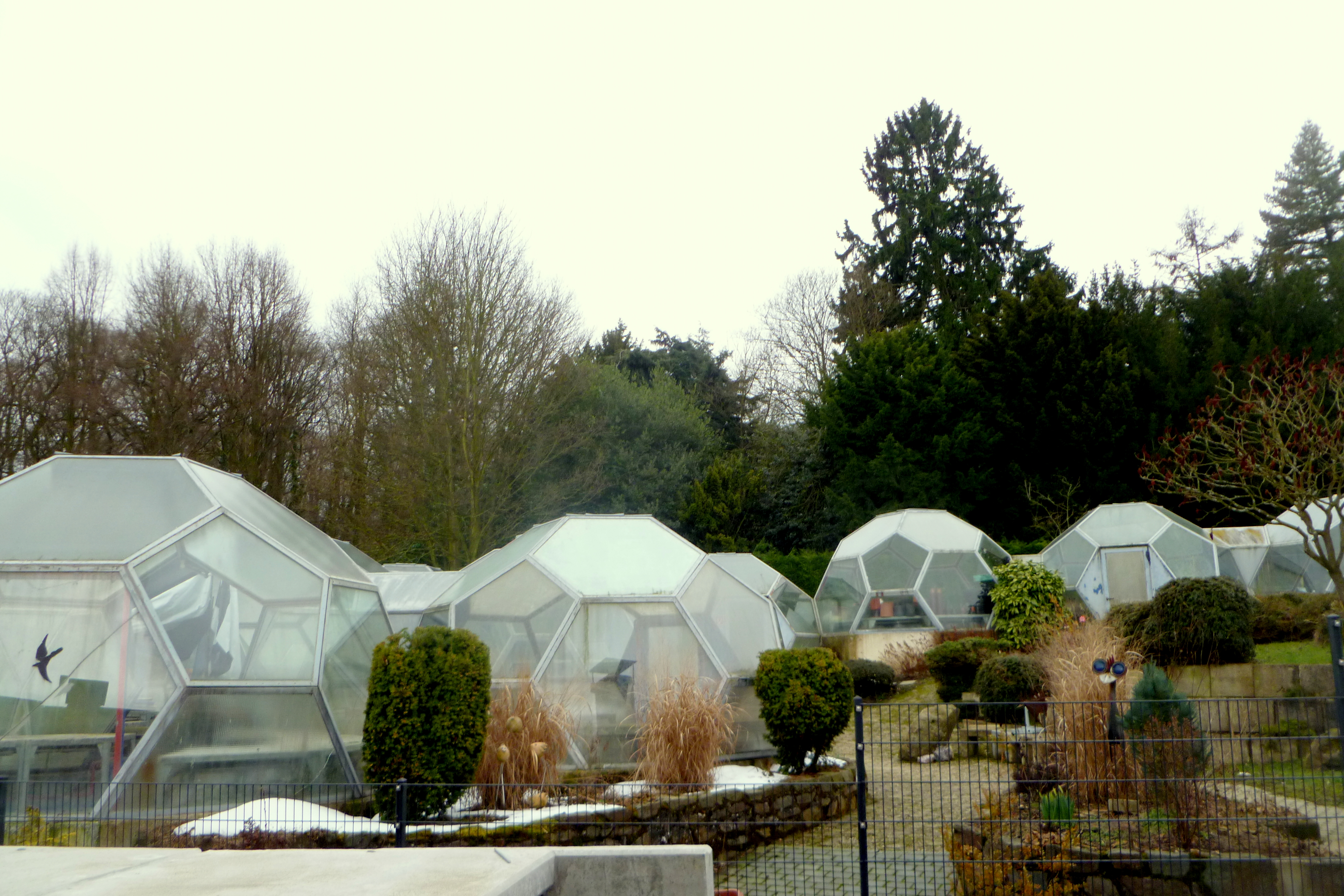
Kuppelgewächshäuser

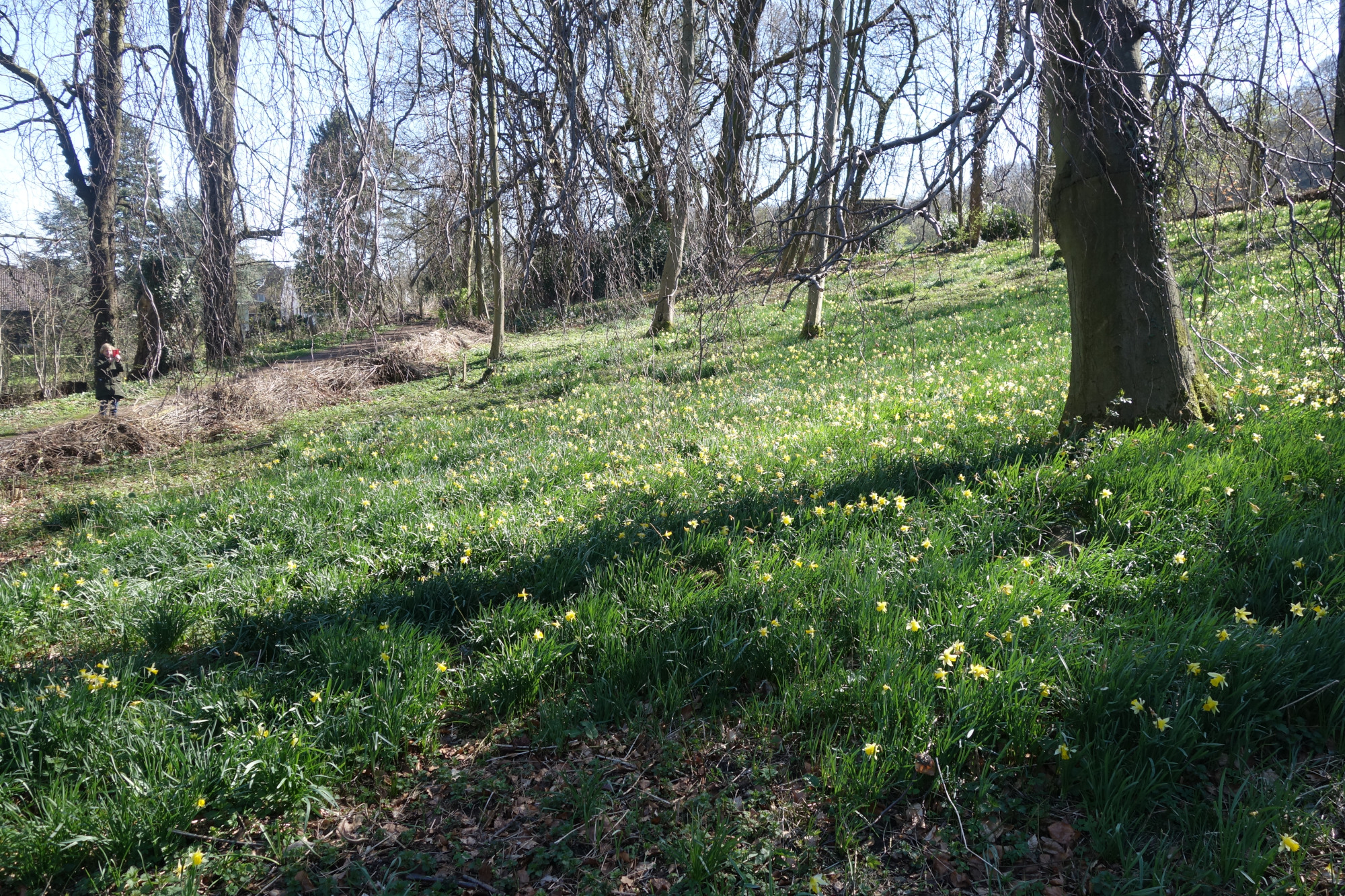
Wilde Narzissen im Müschpark

Während der Müschpark bei seiner ersten Gestaltung unter Körfgen als ferme ornée noch als sinnvoll gestalteter Garten in Hausnähe für Obst- und Gemüseanbau angelegt und mit exotischen Bäumen bepflanzt worden war, wurde später unter Eduard van Gülpen und nach Plänen von Joseph Clemens Weyhe der östliche und vom Gut entlegenere Teil in ein Gesamtkonzept mit einbezogen und im landschaftlichen Stil mit offenen und geschlossenen Bereichen sowie Blickbezügen ausgestattet. Die Teichanlagen wurden überarbeitet und der Nutzgartenbereich um einen Koniferengarten erweitert sowie je eine Ess- und Rosskastanienallee angelegt und die Pflanzung von exotischen Bäumen ergänzt. Nach 1901 wurde dann erstmals ein Obergärtner eingestellt, der im Torhaus eine Wohnung zur Verfügung gestellt bekam. Im Jahr 1913 besichtigte eine Abordnung der Deutschen Dendrologischen Gesellschaft den Park und äußerte sich zufriedenstellend über die bisherigen Fortschritte bei der Parkanlage.
Unter dem letzten privaten Besitzer, Hans van Gülpen, wurde der Park nicht nur erweitert, sondern auch in besonders gestalteten Einzelbereichen mit Gartenpavillons und Gartenlauben, vor allem im Umfeld der Teichanlagen, ausgestattet. Die kleinen Teiche am Gutshaus und am Waldrand dienten der Forellenzucht und der große Teich am Haupteingang wurde zum Kahnfahren genutzt. Gülpen ließ mit seinen mittlerweile sieben Gärtnern einen Rundweg sowie weitere Alleen anlegen, integrierte den Wiesenhang in Richtung Lousberg als Nutzfläche für die Viehwirtschaft und errichtete mehrere Treibhäuser, unter anderem je ein Palmen-, Pfirsisch- und Traubenhaus.
In der Zeit als Klostergarten wurden keine Neu- oder Umgestaltungen mehr vorgenommen und nur der vorhandene Bestand gepflegt. Die entsprechenden Flächen des Müschparks dienten ausschließlich dem Obstanbau, der Viehhaltung und als Nutzgarten für den Eigenbedarf des Klosters sowie als Wandelpark für die Klosterinsassen. Aber auch für die jährliche Fronleichnamsprozession, Kommunionfeiern und andere kirchliche Anlässe wurden die Wege und Plätze des Parks genutzt.
Mit Übernahme des Kolpingwerkes wurde das Gutshaus zu einer Begegnungsstätte für europäische Jugendliche umgebaut und der Park selbst diente als Lehrobjekt und Betätigungsfeld für die berufliche Qualifizierung von Langzeitarbeitslosen. Zu diesem Zwecke wurden unter anderem eine neue Schulungsgärtnerei sowie weitere Glaskuppelgewächshäuser errichtet. Erst im Zuge der Übernahme des Parks durch die Stadt Aachen sowie dessen Einbeziehung in die Regionale 2008 erhielt der Müschpark eine komplette und umfangreiche Parksanierung nach historischen Vorlagen aber mit den heutigen technischen Möglichkeiten. Seit Sommer 2010 sind die zum Park gehörenden Wiesen an einen Schäfer verpachtet worden, der auch für das anfallende Mähen der Saumränder zuständig ist. Letztendlich konnten im Jahr 2010 der Müschpark in seiner Gesamtheit als Gartendenkmal/Baudenkmal sowie sieben markante Bäume des Parks als Naturdenkmal unter Denkmalschutz gestellt werden.